# Celebrity – Schön. Reich. Berühmt.
Celebrity – Schön. Reich. Berühmt. (dt. „Berühmtheit“) ist ein Film von Woody Allen aus dem Jahr 1998. Der Film thematisiert das insbesondere in den USA vorhandene Phänomen, dass nahezu jede Person zu Starruhm gelangen kann. Ob Anwalt, Arzt, Immobilienhai oder Unbeteiligter, der kurzzeitig als Geisel genommen wird, jeder kann zu einer Berühmtheit stilisiert werden.

## Handlung
Lee Simon ist Schriftsteller, der nach zwei erfolglosen Romanen mit Reiseberichten und insbesondere mit Geschichten über Prominente sein Geld verdient. Nach der Scheidung von seiner Frau, die er früh geheiratet hatte, ist er ständig auf der Suche nach Erfolg, Sex und der Frau fürs Leben. Er versucht, an die Filmdiva Nicole und ein gefeiertes Supermodell heranzukommen oder dem jungen, egozentrischen Schauspieler Brandon sein Drehbuch schmackhaft zu machen. Als er seiner aktuellen Freundin Bonnie bei deren Einzug in seine Wohnung gesteht, dass er eigentlich die Schauspielerin Nola liebt, vernichtet sie seinen dritten, nahezu vollendeten Roman, der ihm endlich den Durchbruch bringen sollte. Da auch Nola ihn verlässt, steht Lee Simon am Ende mit leeren Händen da. 
Parallel dazu wird die Geschichte seiner Exfrau Robin Simon erzählt. Sie lernt den Produzenten Tony Gardella kennen, mit dem sie ein neues Fernsehformat entwickelt, in dem sie Berühmtheiten beim Mittagessen im Restaurant kurz interviewt. Am Ende des Films hat sie Tony geheiratet und ist selbst eine Berühmtheit, was sie eigentlich nie werden wollte.

## Kritik
„Neben den brillant verkörperten Charakterstudien der beiden zentralen Protagonisten widmet sich der Film auf spielerisch-satirische Weise unterschiedlichen Facetten des Phänomens der Berühmtheit in der Mediengesellschaft.“